# Dasyhelea ismalilliae
Dasyhelea ismalilliae är en tvåvingeart som beskrevs av John William Scott Macfie 1943. Dasyhelea ismalilliae ingår i släktet Dasyhelea och familjen svidknott. Inga underarter finns listade i Catalogue of Life.